# Digipeater
Ein Digipeater (von engl. digital repeater) ist eine automatisch arbeitende Sende- und Empfangsstation zur Weiterleitung digital codierter Information zwischen zwei Funkstationen. Analog zum Digipeater im Datenfunk spricht man bei Sprechfunk von einer Relaisstation und bei der Datenübertragung über Kabel von Repeater.
Digipeater werden im Amateurfunk und mittlerweile auch im CB-Funk hauptsächlich für Packet Radio eingesetzt.

## Digipeater im Amateurfunkdienst
Im Amateurfunkdienst arbeiten derzeit in Deutschland mehr als 512 und in Europa ca. 1800 Digipeater. In Deutschland sind die Digipeater mit mehr als tausend Verbindungen untereinander zusammengeschaltet. Die Benutzer können auf ausgewählten Frequenzen Kontakt mit dem Digipeater aufnehmen und sich dann quer durch das Netz verbinden.
Die Geschwindigkeit der Datenverbindungen vom Benutzer zum Digipeater beträgt heute meist 9600 Baud (Bd). Oft sind noch Zugänge mit 1200 Bd, aber auch schon solche mit 38,4 kBd in Betrieb. Bei Linkverbindungen sind Symbolraten von 300 Bd in Kurzwellenbändern bis hin zu 1,2 MBd bei UKW und Gigahertzbändern zu finden. Ein Digipeater kann durchaus mehrere Einstiege und Verbindungen zu anderen Digipeatern haben.
Als Digipeater haben früher oft Computer gearbeitet, die an jeder seriellen Schnittstelle ein Modem angeschlossen hatten. Später wurden mehrere Modems an einer Schnittstelle mittels eines Token-Rings zusammengefasst. Auch spezielle Interface-Karten wurden entwickelt. Inzwischen gibt es Terminal Node Controller (TNC) mit so großen Rechenkapazitäten, dass auf einen zusätzlichen Computer verzichtet werden kann.
An Digipeater sind oft weitere Computer angeschlossen, die zusätzliche Services bereitstellen. So hat sich ein großes Mailbox-Netz organisiert, in dem man persönliche und öffentliche Nachrichten verbreiten kann. Auch die DX-Cluster und die POCSAG-Sender für Funkmeldeempfänger sind über Digipeater miteinander verbunden.

## Digipeater in Amateurfunksatelliten
Digipeater sind auch in diversen Amateurfunksatelliten vorhanden sowie im Rahmen des ARISS-Projekts an Bord der Internationalen Raumstation.

## Routing
Es wird unterschieden zwischen protokollierten Packet-Radio-Verbindungen mit einer bestimmten Gegenstation und unprotokollierten Aussendungen an Alle. Bei unprotokollierten Verbindungen gibt die Ursprungsstation an, über wie viele Digipeater die Nachricht weiterverbreitet werden soll. Jeder Digipeater reduziert diesen Wert bei der Weiterleitung um 1.